# Inno nazionale del Turkmenistan
L'inno nazionale del Turkmenistan è denominato in turkmeno Garaşsyz, bitarap Türkmenistanyň döwlet gimni («Inno nazionale del Turkmenistan indipendente e neutrale»).
La prima versione è quella attuale, adottata nel 2008, mentre la prima era ufficiale quanto il presidente Saparmyrat Nyýazow, conosciuto come Türkmenbaşy (padre di tutti i turkmeni), era ancora in vita e al potere. La musica è stata composta da Veli Mukhatov. La composizione musicale attuale ha preso il posto del precedente inno della Repubblica Socialista Sovietica Turkmena.

## Testo attuale
Janym gurban saňa, erkana ýurdum

Mert pederleň ruhy bardyr köňülde.

Bitarap, Garaşsyz topragyň nurdur

Baýdagyň belentdir dünýäň öňünde.
Halkyň guran baky beýik binasy

Berkarar döwletim, jigerim - janym.

Başlaryň täji sen, diller senasy

Dünýä dursun, sen dur, Türkmenistanym!
Gardaşdyr tireler, amandyr iller

Owal-ahyr birdir biziň ganymyz.

Harasatlar almaz, syndyrmaz siller

Nesiller döş gerip gorar şanymyz.
Halkyň guran baky beýik binasy

Berkarar döwletim, jigerim - janym.

Başlaryň täji sen, diller senasy,

Dünýä dursun, sen dur, Türkmenistanym!

## Vecchio testo
Türkmenbaşyň guran beýik binasy

Berkarar döwletim, jigerim - janym.

Başlaryň täji sen, diller senasy

Dünýä dursun, sen dur, Türkmenistanym!
Janym gurban sana, erkana ýurdum

Mert pederleň ruhy bardyr könülde.

Bitarap, Garaşsyz topragyn nurdur

Baýdagyn belentdir dünýan önünde.
Türkmenbaşyň guran beýik binasy

Berkarar döwletim, jigerim - janym.

Başlaryň täji sen, diller senasy

Dünýä dursun, sen dur, Türkmenistanym!
Gardaşdyr tireler, amandyr iller

Owal-ahyr birdir bizin ganymyz.

Harasatlar almaz, syndyrmaz siller

Nesiller döş gerip gorar şanymyz.
Türkmenbaşyň guran beýik binasy,

Berkarar döwletim, jigerim - janym.

Başlaryň täji sen, diller senasy,

Dünýä dursun, sen dur, Türkmenistanym!
Arkamdyr bu daglar, penamdyr düzler

Ykbalym, namysym, togabym, Watan!

Sana şek ýetirse, kör bolsun gözler

Geçmişim, geljegim, dowamym, Watan!